# قائمة الطوابع البريدية البارزة
هذه قائمة بطوابع البريد البارزة بشكل خاص بطريقة ما، وغالباً ما يكون ذلك بسبب قدم الطوابع البريدية أو خطأ في تصميم أو طباعة الطابع البريدي. ومن أشهر الطوابع البريدية:

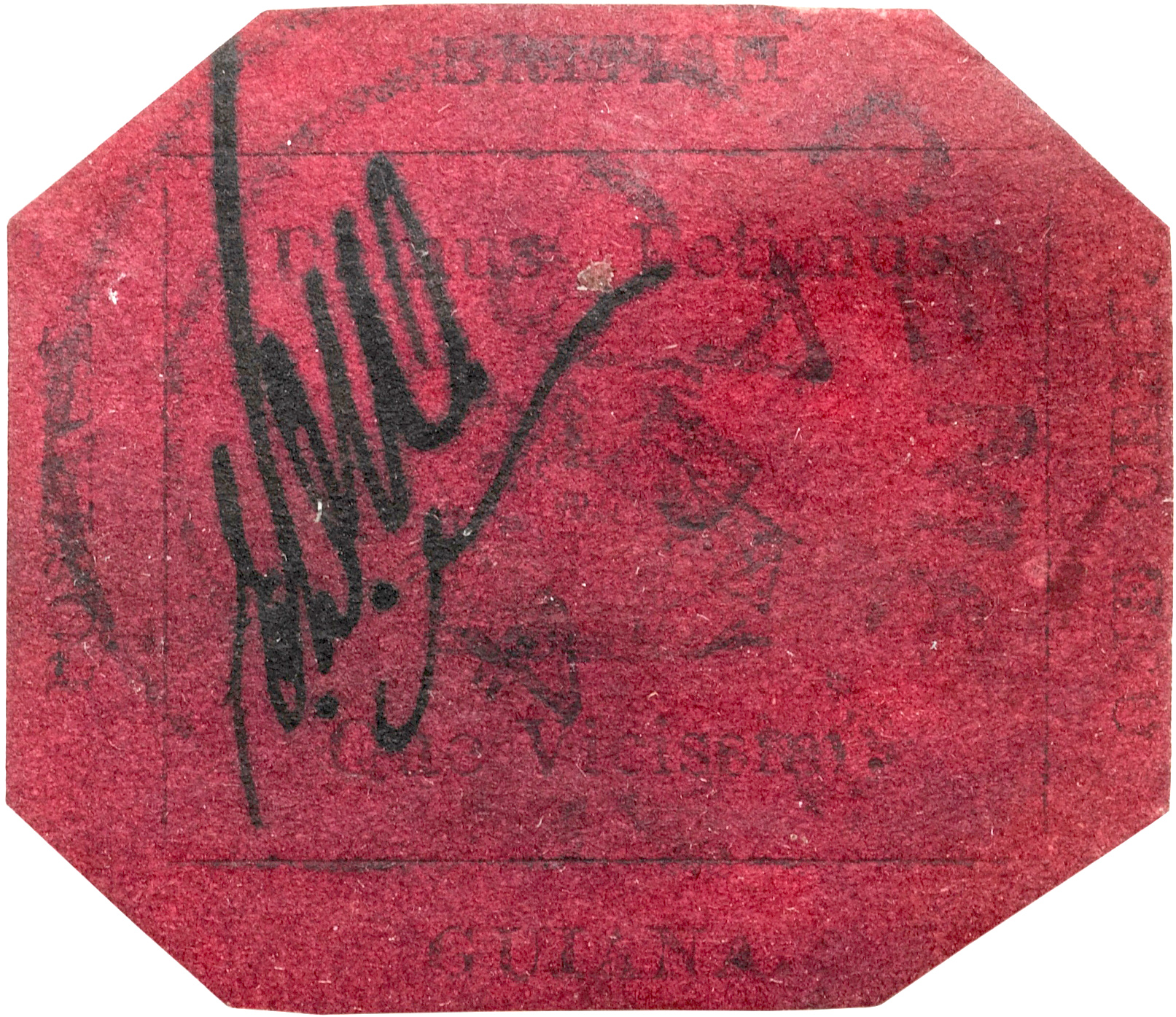
الطابع الأرجواني - غيانا البريطانية 1c

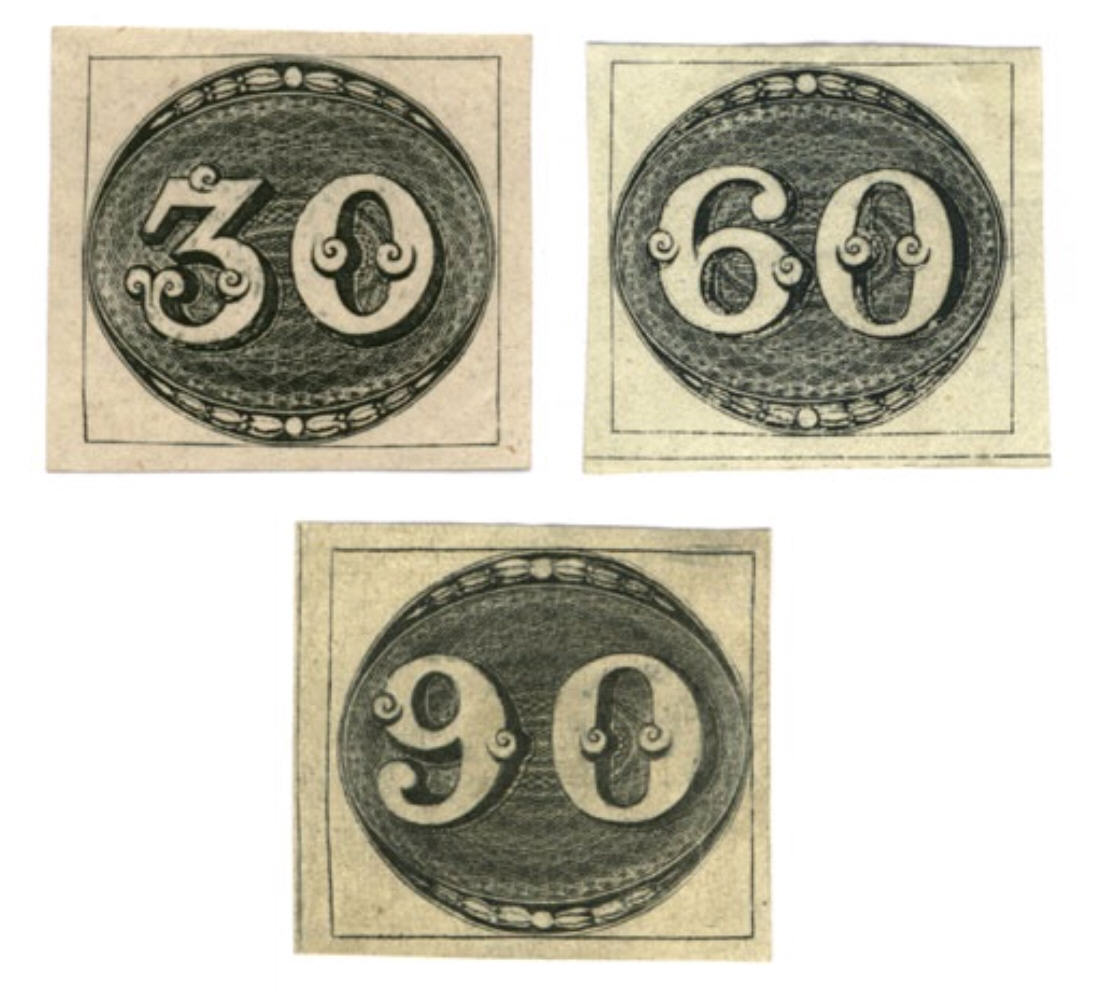
طابع عين الثور 1843

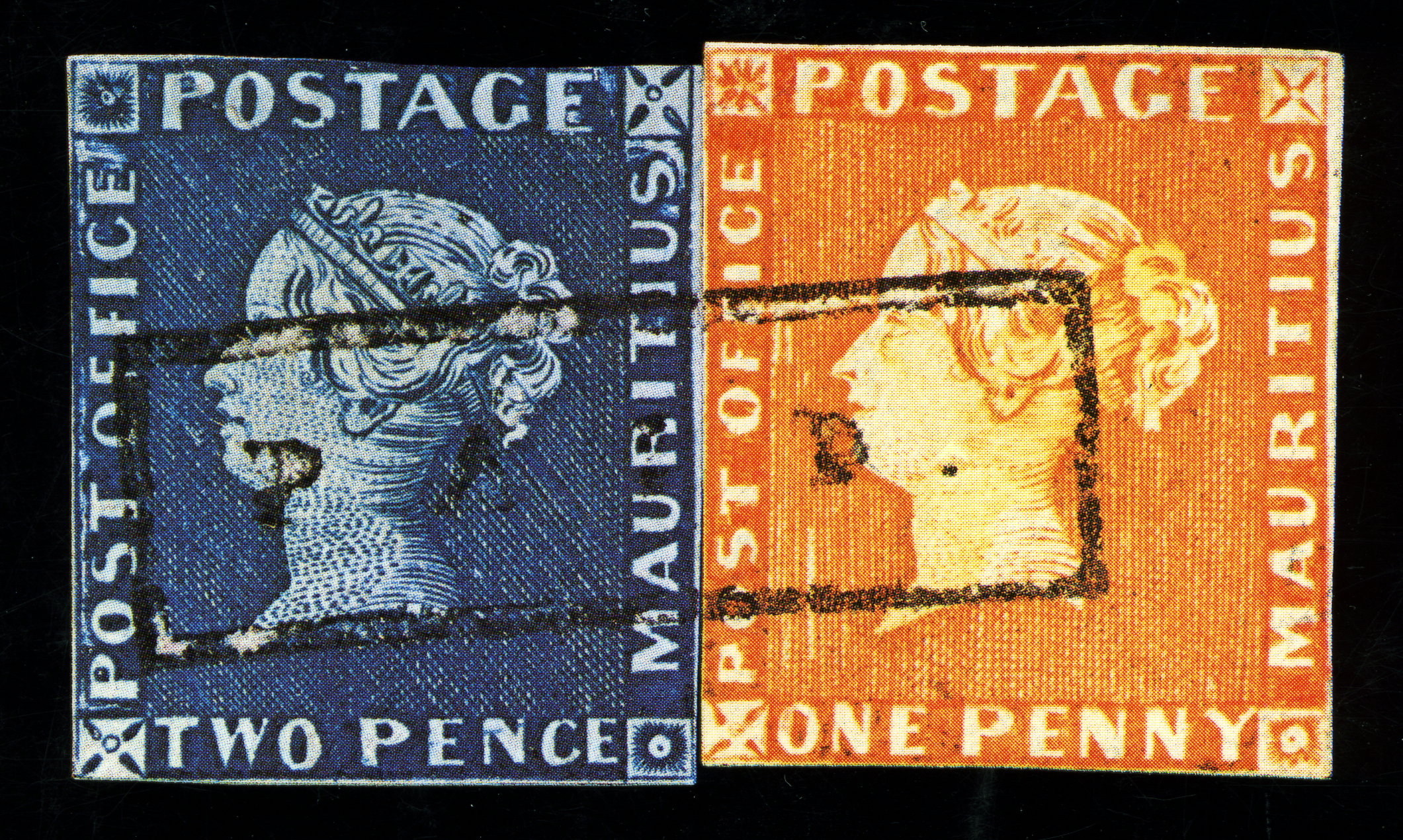
زوج من طوابع موريشيوس التي عرضت في مزاد جاكوبيك عام 1985

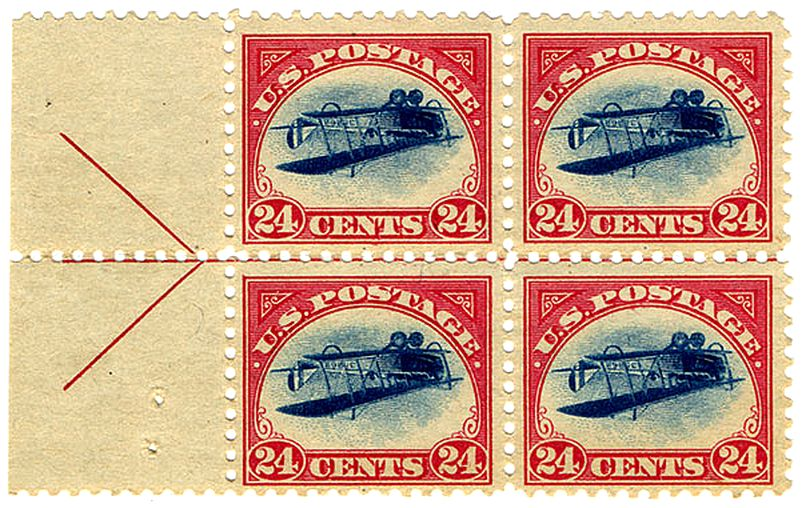
مجموعة من طوابع بريد جيني المقلوبة، إصدار عام 1918، وهي عبارة عن مجموعة من أربعة طوابع، مع سهم خط الوسط على اليسار

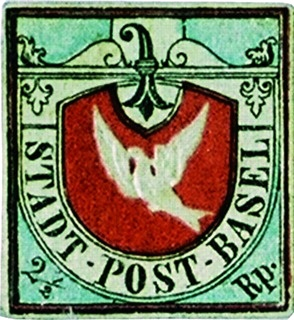
طابع حمام بازل دوف - سويسرا

- بيني بلاك (بريطانيا العظمى)
- تريسكيلينج الأصفر (السويد)
- عين الثور (البرازيل)
- غيانا البريطانية 1c أرجواني
- موريشيوس "مكتب بريد"
- جيني المقلوب (الولايات المتحدة)
- بازل دوف (حمامة بازل) (سويسرا)

## الكيانات السياسية الحالية

### النمسا

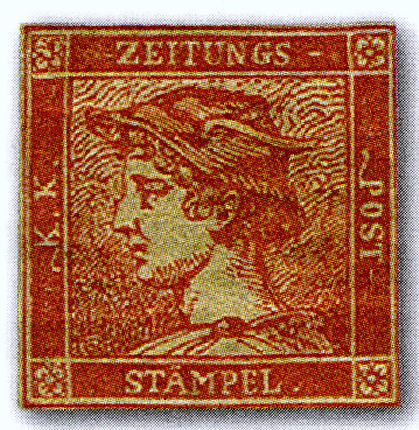
طابع الزئبق الأحمر (طابع الصحف)

- طابع الزئبق الأحمر - طابع الصحف، هو أندر طوابع الصحف النمساوية. طبع لإرسال الصحف بالبريد في النمسا ومملكة لومبارديا فينيشيا.[1]

### بلجيكا
- ليوبولد ذو الأكتاف (1849). هو الاسم الذي يطلقهُ جامعي الطوابع على أول سلسلة من طوابع البريد التي صدرت في بلجيكا. حيث يحمل صورة الملك ليوبولد الأول مع أكتاف بارزة اشتُق منها الاسم، وأصبحت الطوابع قابلة للاستخدام قانونيًا في 1 يوليو 1849.[2]
- دندرموند المقلوب (1920). صدر طابع بريد دندرمند بقيمة 65 فرنك بلجيكي، والطابع فيهِصورة مبنى بلدية دندرمند، في 5 أغسطس 1920.[3]

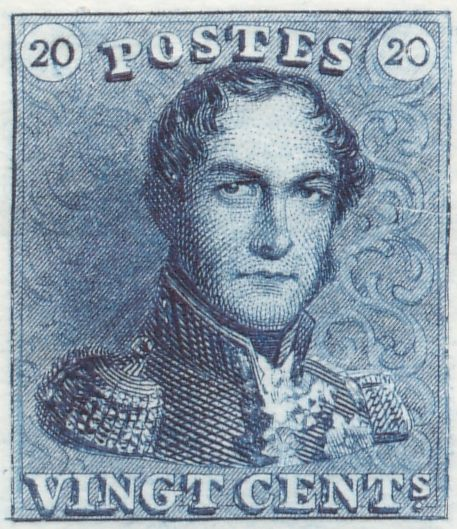
طابع البريد الأزرق ليوبولد ذو الأكتاف (1849) من فئة 20 فرنك بلجيكي

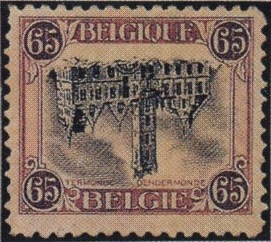
طابع ديندرموند المقلوب الصادر في عام 1920

### البرازيل
- عين الثور - أول طوابع بريد أصدرتها البرازيل عام 1843.[4]

### كندا
- طابع كندا (12 بنس) الأسود
- طابع كندا 2c (صورة ملكة كبيرة على ورق مزركش)
- بلوينوز طابع نهائي قيمتهُ 50 سنتًا، أصدره مكتب البريد الكندي.

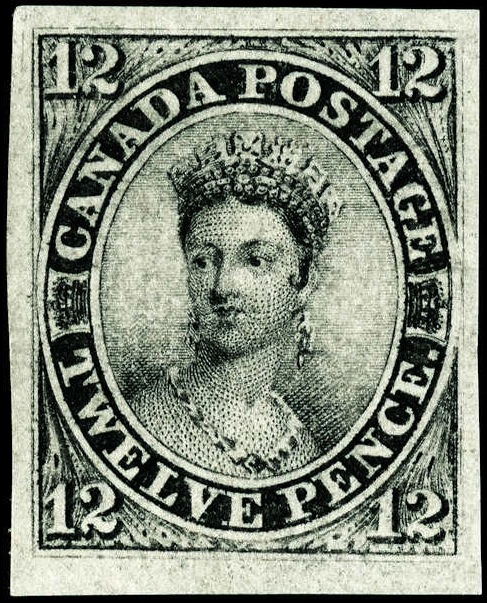
طابع أميرة كندا من فئة 12 بنس الأسود

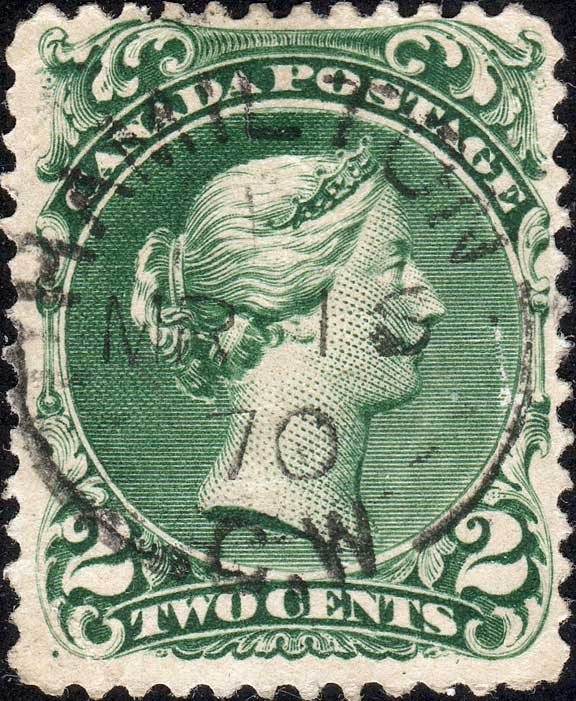
طابع بريدي كبير من فئة 2 سنتًا للملكة الكندية مطبوع على ورق مزركش

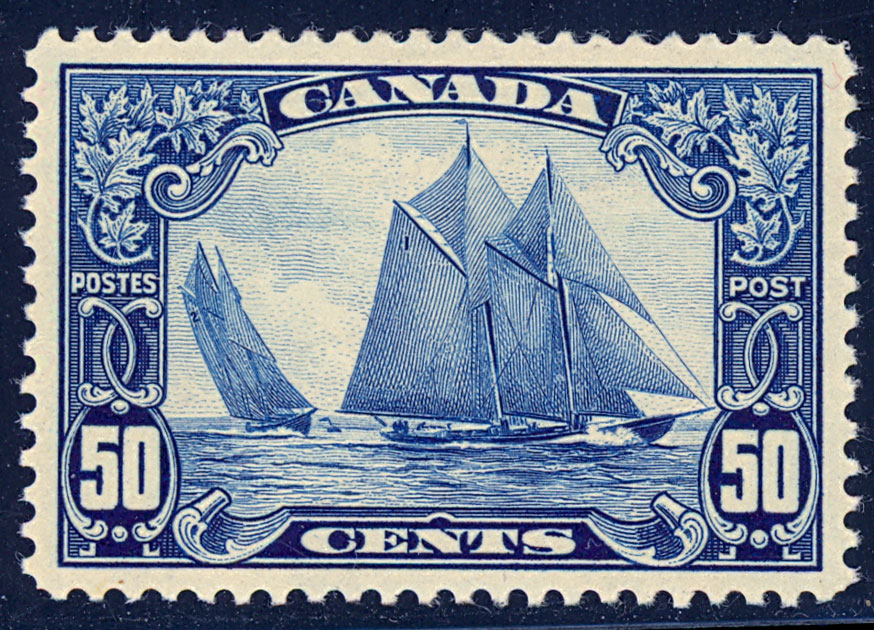
طابع بلوينوز الكندي - صدر عام 1929 من فئة 50 سنت

### الصين
- طابع إيرادات أحمر - مخصصات عام 1897، الصادرة عن أسرة تشينغ الحاكمة.
- طابع (البلاد كلها حمراء) - حصول خطأ في تصميم الطابع لعام 1968.
- طابع قرد الذهب - 1980 طابع التنجيم عند الصينيين.

### فرنسا
- سلسلة سيريز.

### ألمانيا
- بادن 9 كروزر خطأ - طابع مطبوع على ورق أزرق-أخضر بدلاً من اللون الوردي.
- كروزر واحد أسود - صدر عام 1849 في مملكة بافاريا، أول طابع بريدي ألماني.
- ساكسن 3 فنجي الأحمر - كانت ولاية ساكسونيا ثاني ولاية ألمانية تصدر طوابع بريدية.
- طابع فينيتا المؤقت - إصدار مؤقت غير مصرح بهِ 1901.
- إصدار اليخت - تصميم شائع لطوابع بريد المستعمرات الألمانية.

### الهند
- سيندي دوك - من إصدارات الطوابع الأولى في آسيا.
- رأس مقلوب أربعة آنة.
- طابع بريد للمهاتما غاندي فئة 10 روبيات هندية - مطبوع عليهِ كلمة "خدمة".

### أيرلندا
- طابع لفائف أيرلندي - طابع ثنائي الأبعاد تجريبي عمودي، مقوّم بسعر 2 بنسات، أصدره مكتب البريد الأيرلندي عام 1935.

### إيطاليا
- جرونتشي الوردي.

### جامايكا
- خطأ في الإطار المقلوب لطابع بريد جامايكا بقيمة (1 شلن).
- طابع بريدي لإلغاء الرق في جامايكا بقيمة (6 جنيهات).
- جامايكا 1956-58 (1 جنيه إسترليني) شوكولاتة وبنفسجي.
- طوابع جامايكا 1968 طوابع حقوق الإنسان.

### مالطا

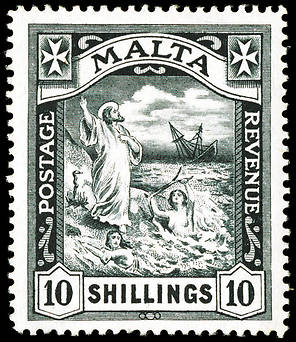
طابع مالطا 10 شلن أسود (1919)

- نصف بنس أصفر (1860-1884) - أول طابع بريد في مالطا
- طابع مالطا - سانت بول 10 شلن أسود (1919) - أحد أندر الطوابع في مالطا.
- إصدار ميليتا (1922-1926) - إصدار طابع لإحياء ذكرى الحكم الذاتي لمالطا.

### موريشيوس
- طوابع موريشيوس

### نيوزيلندا

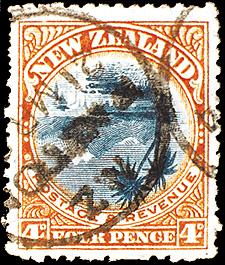
طابع بريد مقلوب لعام 1904، ويظهر فيهِ بحيرة تاوبو

- طابع مقلوب لصورة بحيرة تاوبو فئة 4د 1904.

### رومانيا

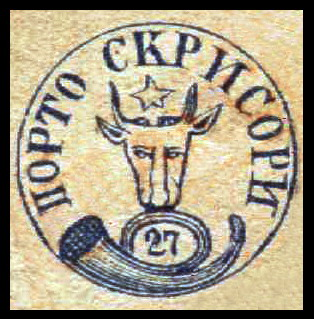
طابع رؤوس الثيران المولدافية 1858

- طابع رؤوس الثيران المولدافية، صادر عن إمارة مولدافيا عام 1858.

### روسيا

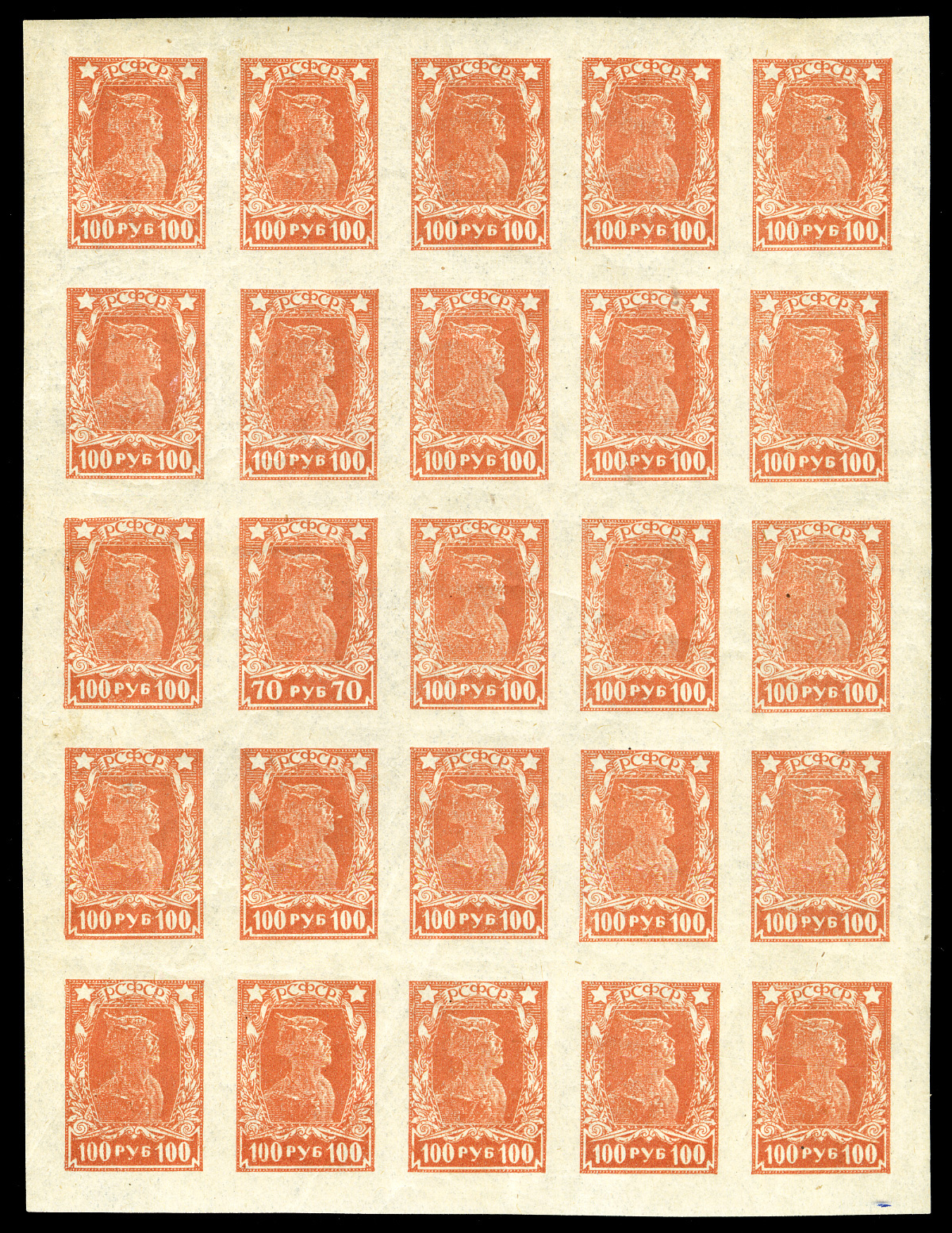
صفحة مجموعة طوابع بريد روسية للجندي الأحمر

- الطابع الأول للإمبراطورية الروسية (1857).
- طابع جندي الجيش الأحمر 70r

### السويد
- سكيلينج الأصفر - خطأ فريد من نوعه، جعل سعر البيع قياسي وعالمي في المزاد لطابع بريدي.

### سويسرا
- طابع حمامة بازل - هو طابع بريد بارز أصدره اقليم بازل السويسري في 1 يوليو 1845.
- طابع جنيف المزدوج -  طابع بريدي سويسري نادر أصدرته مدينة جنيف عام 1843.
- طابع زيورخ 4 و6 - هي الطوابع الأولى والوحيدة التي أصدرتها كانتون زيورخ السويسرية.

### ترينيداد
- طابع ليدي ماكلويد - بريد محلي خاص.

### أوغندا
- طوابع بقر أوغندا - وتعرف باسم طوابع مبشري أوغندا. وهي أول طوابع لأوغندا، طبعت على الآلة الكاتبة.

### المملكة المتحدة
- بيني بلاك - فئة 1 بنس أول طابع بريد في العالم.
- بيني بلو (طابع تجريبي) - طبعات تجريبية من قالب طابع بيني بلاك
- بيني بلو (2 بنس) - صدر فئة 2 بنس، في نفس وقت صدور طابع بيني بلاك.
- بيني بلاك VR الرسمي - أول طابع بريدي رسمي.
- خاطرة مقال الأمير كونسورت. وهو طابع طبع في عام 1851 كمثال على الطوابع السطحية التي اقترح هنري آرتشر طباعتها وثقبها بموجب عقد مع الحكومة البريطانية بسعر أقل من شركة الطباعة الحالية بيركنز بيكون.

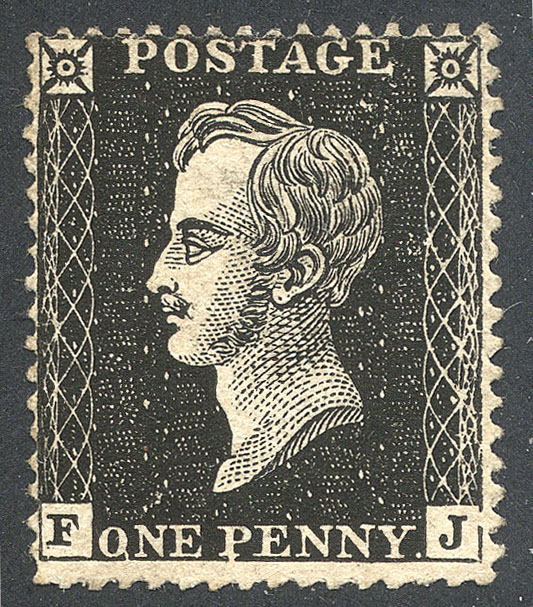
خاطرة الأمير كونسورت باللون الأسود.

- بيني الأحمر - تحديث محسن للبنس الأسود بيني بلاك.
- روليت آرتشر روليت - فصل تجريبي للطوابع.
- إدوارد السابع 2د برقوق تيريان - تم سحبه قبل الإصدار، ولكن تم استخدام واحد.
- طابع بريد مؤتمر الاتحاد البريدي 1 جنيه استرليني.

### جزر فوكلاند
- طابع خطأ HMS غلاسكو - هو خطأ طابع بريدي من فئة 6 جنيهات أصدرته جزر فوكلاند عام 1964. وهو يحتفل بالذكرى السنوية الخمسين لمعركة جزر فوكلاند عام 1914.

### الولايات المتحدة الأمريكية
- دببة سانت لويس.[5]

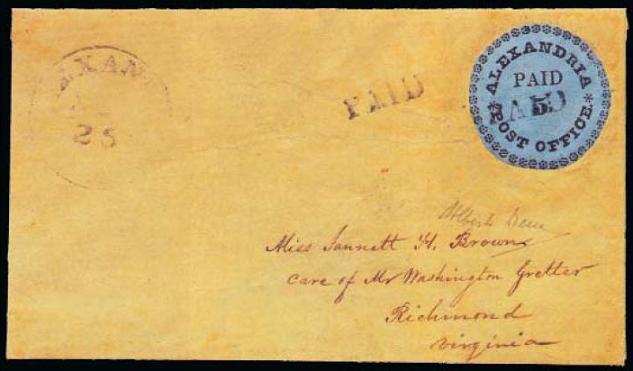
غلاف المظروف لطابع الإسكندرية "الفتى الأزرق"

- طابع الإسكندرية "الفتى الأزرق" المؤقت.[6]
- طابع مدير مكتب بريد نيويورك المؤقت.[7]
- 1c Z grill - أندر طابع بريد أمريكي.
- بلاك بول - القيمة الدولارية لإصدار ترانس ميسيسيبي لعام 1898
- عموم أمريكا المقلوب
- طابع جيني المقلوب - طابع "الطائرة المقلوبة"
- طابع داغ همرشولد المقلوب - خطأ طبع طابع بالمقلوب ولقد طبع بكميات كبيرة عمداً.
- طابع وكالة المخابرات المركزية الأمريكية المقلوب - خطأ طباعي حديث.
- طابع تمثال الحرية للأبد (2011) - أكبر عدد من الطوابع المقلوبة على طابع بريدي أمريكي (10.5 مليار)
- كونتيننتال المفقود - 1875 24c وينفيلد سكوت 1875
- طابع شلالات باغسانجان - طابع بريد صدر في 3 مايو 1932، وقد اشتهر بخطأ في طباعته.

### أوروغواي

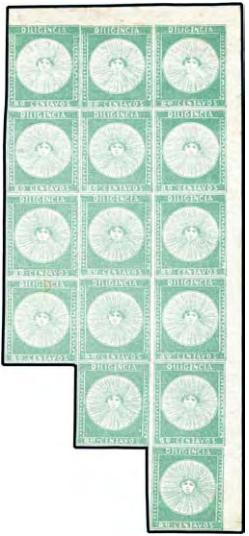
مجموعة فيرير 15 طابع أخضر فئة 80

- طابع أخضر، مجموعة فيرير 1856، فئة 80. تتكون من 15 طابع.

## الكيانات السياسية السابقة

### غيانا البريطانية
- طابع غويانا البريطانية 1c أرجواني.

### سيلان
- الوردة الباهتة - فئة 4 بنسات صدرت في 23 أبريل 1859، وتعتبر أثمن طوابع البريد في سيلان، سريلانكا حالياً.

### مملكةهاواي
- طوابع مبشري هاواي - أول طوابع بريدية لمملكة جزر هاواي، صدرت في عام 1851. وقد عُرفوا باسم "المبشرين" لأنهم كانوا موجودين في المقام الأول على مراسلات المبشرين العاملين في جزر هاواي..

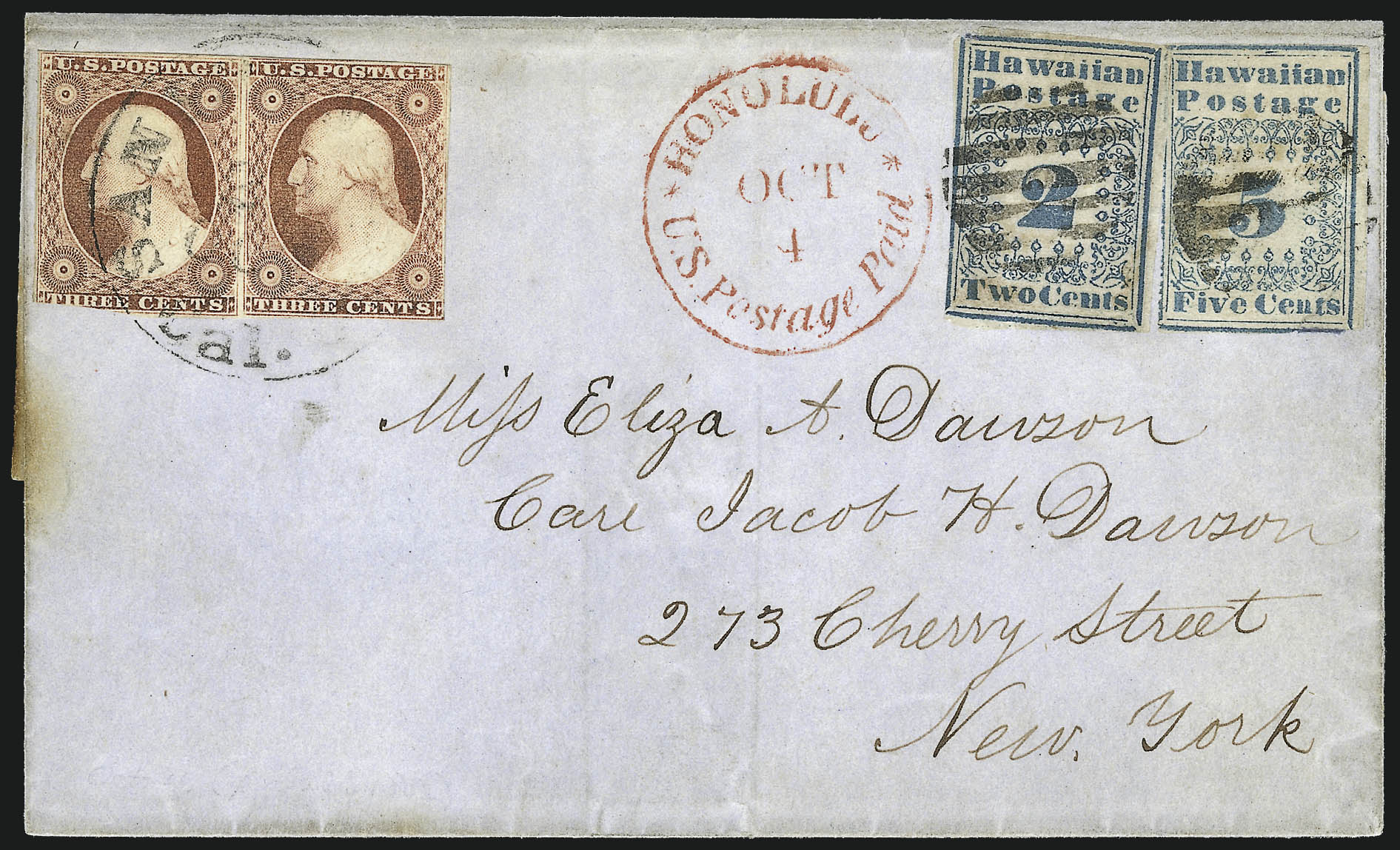
غلاف داوسون المشهور وعليهِ طابعان من طوابع مبشري هاواي

### ولايةبوينس آيرس
- طابع (بوينس آيرس) 1859 1p زوج من الطوابع المقلوبة.

### أستراليا الغربية(مستعمرة بريطانية)

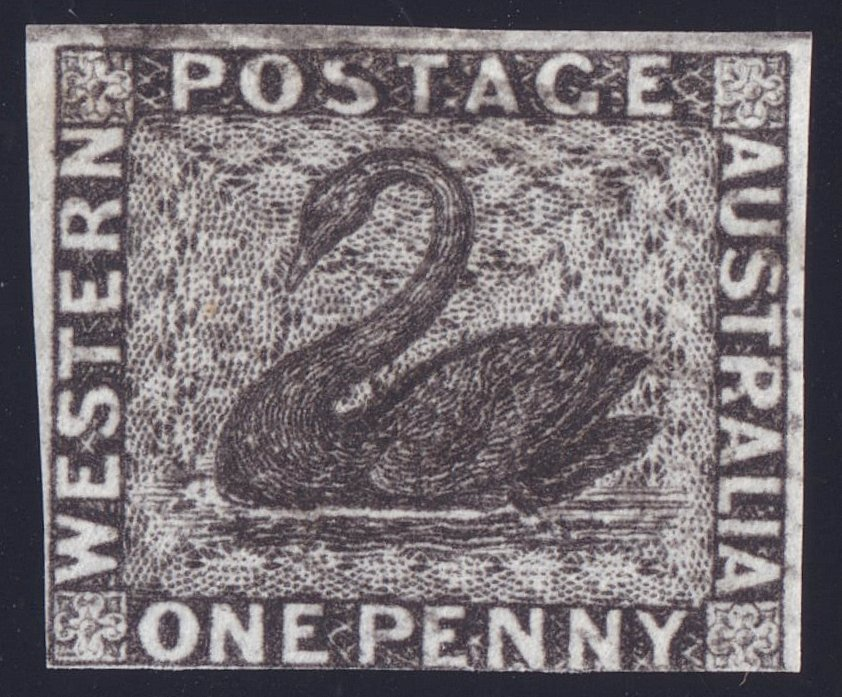
طابع بريدي - غرب أستراليا 1854، بنس واحد، البجعة السوداء غير مكتمل

- البجعة السوداء.
- طابع البجعة المقلوبة.